# Elena Kaputskaja
Elena Kaputskaja (in russo Елена Капутская?; Irkutsk, 9 ottobre 1960) è un'ex cestista sovietica.

## Carriera
Con l'Unione Sovietica ha disputato i Campionati del mondo del 1986, segnando 28 punti in 6 partite.

## Palmarès
- Coppa Ronchetti: 1

Dinamo Novosibirsk: 1985-86